# Jurilovca
Jurilovca es una comuna ubicada en el distrito de Tulcea, Rumania.

## Superficie
Posee una superficie de 302,6 kilómetros cuadrados.

## Demografía
Hasta 2021 la población era de 3694 habitantes, con una densidad de población de 12,21 habitantes por kilómetro cuadrado.